# 와이 콤비네이터
와이 콤비네이터(영어: Y Combinator)는 2005년에 설립된 미국의 시드 액셀러레이터(Seed accelerator)이다. 와이 콤비네이터는 시드머니와 자문, 인맥을 제공한다. 매년 3개월 프로그램을 두 번 운영한다. 보통 7%의 지분을 받고 자문 및 지원을 해준다. 2013년 기준으로, 와이 콤비네이터는 30개가 넘는 시장에서 500개 이상의 기업에 투자했다. 2012년에는 포브스에 의해 최고의 스타트업 인큐베이터 및 액셀러레이터로 꼽혔다.

## 프로그램들
와이 콤비네이터의 메인 프로그램은 1년에 2번의 배치로 운영하며 인터뷰를 통해서 선발한다. 선발된 회사는 7%의 보통주를 제공하는 대신 초기자금을 지원 받으며, 조언과 인맥을 제공받는다. 이 프로그램에는 "office hour"가 포함되어 있는데, 창업자들이 개별적으로나 그룹 미팅을 통해 와이 콤비네이터의 파트너에게 조언을 받는 시간이다. 또한 창업자는 매주 저녁마다 실리콘밸리의 주요 생태계 구성원(성공적인 기업가, 벤쳐 캐피탈등)과 이야기하는 시간을 갖는다.
와이 콤비네이터의 좌우명은 "사람들이 원하는 것을 만들기"이다. 이 프로그램은 창업자들의 제품, 팀과 시장을 더욱 발전시키고, 비즈니스 모델을 재정비하고, 제품과 시장의 적합성(product/market fit)을 달성하고, 스타트업의 고성장을 위한 스케일링으로 확장하는 데 초점을 맞추고 있다. 프로그램은 미리 선정된 벤처 투자자들에게 스타트업의 비지니스를 발표하는 데모데이를 끝으로 막을 내린다.
2016년 현재 와이 콤비네이터는 Dropbox, Airbnb, Coinbase, Stripe, Reddit, Zenefits, BuildZoom, Instacart, Twitch.tv, Machine Zone, Weebly, Paribus, 중국 스타트 Raven Tech등 총 940개 기업에 투자했으며, 시가 총액은 650억 달러 이상이다.
또한, 비영리단체도 와이 콤비네이터의 프로그램에 참여할 수 있다.
2015년에 와이 콤비네이터는 다음과 같은 추가 프로그램을 도입했다.
- 2015년 7월, 와이 콤비네이터는 YC Fellowship Program을 도입했으며, 이는 메인 프로그램보다 초기에 있는 단계를 겨냥하고있다.
- 2015년 10월, 와이 콤비네이터는 YC Continuity Fund를 도입했다. 이 기금은 Y Combinator가 3억 달러 이하의 가치로 동창 기업에 비례 투자를 할 수 있으며, 와이 콤비네이터 또한 동창 회사의 후기 단계 성장 자금 조달 라운드를 주도하거나 참여할 수도 있다.
- 2015년 10월, 와이 콤비네이터는 장기간의 기초 연구를 위한 기금인 YC Research를 도입했다. YC 회장인 샘 알트만은 1천만 달러를 기부하였다.

## 연혁
와이 콤비네이터는 2005년 폴 그레이엄, 제시카 리빙스톤, 트레버 블랙웰, 로버트 타판 모리스에 시작되었다. 2005년부터 2008년까지는 한 프로그램은 메사추세트 주, 캠브릿지와 캘리포니아 주, 마운틴뷰에서 개최되었다. 2009년 1월, 와이 콤비네이터는 캠브리지 프로그램이 종료되고 향후 모든 프로그램이 실리콘벨리에서 개최될것이라고 발표했다.
2009년 세콰이어 캐피탈은 200백만 달러의 투자를 주도하여 이전에 40개의 회사보다 많은 약 60개의 회사에 투자할 수 있게 하였다. 그 다음해에 세콰이어는 자금조달할 수 있는 신생 기업수를 늘리기 위해 825만 달러를 지원하였다.
그런 다음 2011년 유리 밀너와 SV Angel은 모든 와이 콤비네이터 회사에 15만 달러의 전환 사채 투자를 제안했다. Start Fund가 갱신되면서 8만 달러로 각 회사에 입금 금액이 변경되었다.
2013년 9월, 폴 그레이엄은 와이콤비네이터가 지난해 Watsi 컨셉을 테스트 한 후로 비영리단체를 펀딩 프로그램에 참여시킬 것이라고 밝혔다. (대부분의 투자는 영리적인 스타트업으로 계속되고있다.)
2014년, 설립자 폴 그레이엄은 사임하고 샘 알트맨이 회장직을 맡을 것이라고 발표했다. 같은해 알트맨은 지분 7%에 12만 달러를 제공하는 "The New Deal"을 발표하였다.
2014년 말, 샘 알트맨은 Transcriptic과 파트너쉽을 통해 와이콤비네이터내의 성장하는 생명공학 회사의 커뮤니티를 위한 지원을 확대했다. 그 이후 2015년, Bolt 와의 파트너쉽을 통해 하드웨어 회사에 대한 지원을 확대를 발표하였다.
2016년 8월 11일, 와이 콤비네이터는 YC 파트너가 11개국에 방문하여 창업자들을 만나고, 국제적으로 스타트업 회사를 도울 방법에 대해서 알아본다고 발표하였다. 이 11개국은 나이지리아, 덴마크, 포르투갈, 스웨덴, 독일, 러시아, 아르헨티나, 칠레, 멕시코, 이스라엘 및 인도다.
2016년 9월, 와이 콤비네이터는 마운틴뷰 스타트업 엑셀레이터를 다시 뒤섞는다고 발표했다. 이에 따르면 샘 알트맨 본인은 YC Group의 회장이 되며, 이는 와이 콤비네이터와 지난 10월에 시작한 YC Continuity fund과 혁신을 위한 YC Research 프로그램을 포함한다. 또한 트위터의 전 CFO겸 COO인 Ali Rowghani가 YC Continuity의 CEO가 되며 YC Continuity Fund를 담당한다. 폴 부치하이트가 전년도부터 운영하던 YC Core는 Justin.tv의 공동창업자인 마이클 사이벨이 새로운 CEO가 된다.
COVID-19 팬데믹에 적응하기 위해 Y 컴비네이터는 2020년 여름 시리즈를 원격으로 개최했다. 2022년 1월, 7% 지분에 대한 12만 5천 달러와 최혜국 대우(MFN) 조항이 포함된 무제한 세이프하버 메커니즘을 통한 37만 5천 달러의 추가 지원을 포함한 50만 달러의 수정된 표준 거래가 공개되었다. 2022년 여름, 스타트업 수는 의도적으로 414개에서 250개로 40% 줄었다.
2023년 1월, 해리 탄이 제프 랄스턴의 뒤를 이어 사장 겸 CEO로 취임했다. 탄은 2008년 액셀러레이터 프로그램을 통과한 후 2011년부터 2015년까지 YC의 파트너였다. 탄의 리더십으로 YC의 지속 성장 펀드는 종료되었다. YC는 2023년 봄에 본사를 마운틴 뷰에서 샌프란시스코로 이전했다.
해리 탄은 2024 년에 YC 자체를 위해 20 억 달러의 신규 자본을 조달 할 계획이다.
2024년 3월 세이 벨은 전무 이사직에서 물러났다.